# Enrique Hauser
Enrique Hauser y Neuburger (Gibraltar, 1866-París, 1943) fue un ingeniero español.

## Biografía
Nació en Gibraltar el 5 o 9 de octubre de 1866. Su padre, Phillip Hauser Kobler, era un judío de origen húngaro, de profesión médico y su madre, Pauline Neuburger Oppenheimer, era de familia judía y procedencia alemana. Tras pasar su juventud en Gibraltar, Cádiz y Sevilla, estudió en Madrid, en la Escuela de Ingenieros de Minas, y en Londres; en 1888 se le concede la nacionalidad española regresando al año siguiente a España. Trabajó como ingeniero electricista en la instalación del primer tranvía Bilbao-Santurce. Fue inspector general del Cuerpo de Ingenieros de Minas. Además fue presidente del Consejo de Minería y profesor jefe del Laboratorio Químico Industrial de la Escuela de Minas y de su sección de Investigaciones Científicas, presidente de la Comisión del Grisú y presidente de la Sociedad Española de Física y Química.
Fue académico de número de la Real Academia de las Ciencias Exactas, Físicas y Naturales desde 1910, con la medalla 10, institución de la que sería además tesorero. Sería además miembro de varias sociedades científicas nacionales y extranjeras. Fue nombrado   caballero Gran Cruz de la Real Orden de Isabel la Católica en 1923  Obtuvo una medalla de oro, en 1929, por la Sociedad de Química Industrial de París. Se marchó de España hacia 1938, durante la Guerra Civil, siendo represaliado con la retirada de su medalla de académico. Falleció presumiblemente en París el 23 o 27 de abril de 1943.
El 21 de diciembre de 2018 le fue restituida su medalla de académico. El 30 de enero de 2019, el Gobierno español realizó un homenaje de reparación con la devolución del diploma de académicos numerarios que se le fue retirado durante la dictadura de Francisco Franco.

## Inventos y patentes
- Perfeccionamiento en la construcción de acumuladores o pilas secundarias (24-XI-1891)[4]
- Perfeccionamiento en las materias activas empleadas en los acumuladores eléctricos (29-VII-1892)[4]
- Perfeccionamiento en los contadores químicos de energía eléctrica (19-II-1894)[4]
- Perfeccionamiento en los ventiladores rotativos (18-IX-1896)[4]
- Perfeccionamiento en los motores eléctricos de corriente continua que desarrollando un trabajo máximo consumen menos de 120 Watts con potencial constante superior a 50 Watts (16-VIII-1897)[4]
- Perfeccionamiento en los soportes para pantallas fosforescentes por los rayos X (20-XI-1897)[4]